# 圣安东尼奥山
圣安东尼奥山（英語：Mount San Antonio），当地人常称其为秃头山（英語：Mount Baldy），位於美國，是圣盖博山最高的一座山峰，也是加利福尼亚州洛杉矶县的至高点。山峰位于圣盖博山国家纪念区和洛杉矶国家森林之间。